# Полој
Полој је бивше насељено мјесто у општини Брод, Република Српска, БиХ. Насеље је укинуто 1985. године и постало дио насеља Лијешће.

## Назив
Назив је од водоплавног земљишта. Славонски Брод има купалиште на Сави под именом Полој, а и Брођанин и први Србин који је опловио свијет Томо Скалица 1853. пише о Њукаслу да је земља сасвим полојита (поплавна). Сличних назива мјеста има још, као Доњи Полој и др.

## Географија
Полој је са запада, сјевара и истока окружен ријеком Савом. Налази се на мочварном подручју.

## Спорт
Полој је сједиште истоименог фудбалског клуба.

## Становништво
| Националност       | 1991. | 1981. | 1971. | 1961. |
| Срби               |       | 103   | 565   | 1.102 |
| Хрвати             |       | 1     | 2     | 2     |
| остали и непознато |       |       | 6     |       |
| Укупно             | '     | 104   | 573   | 1.104 |

| Демографија- | Демографија- | Демографија- |
| Година       | Становника   | Становника   |
| ------------ | ------------ | ------------ |
| 1961.        | 1.104        |              |
| 1971.        | 573          |              |
| 1981.        | 104          |              |
| 1991.        | 0            |              |

## Презимена
- Ковачевић

## Знамените личности
- Саво Ковачевић, српски математичар